# Hälsinglands runinskrifter 3–4
Hälsinglands runinskrifter Hs 3 och Hs 4 är två runstensfragment som blivit upphittade i Norrala socken och Söderhamns kommun.

## Fragmenten
Fragmenten härrör kanske från en och samma runsten. 
Det första fragmentet Hs 3 är cirka 20x30 cm stort. Utöver de ornamentala linjerna finns sannolikt en i-runa samt övre delen av en huvudstav. Det andra fragmentet Hs 4, är av röd sandsten och 25x18 cm stort. De ornamentala linjerna är troligen delar av ett kors. 
Båda fragmenten påträffades vid den gamla kustvägen som löpte längs den ås som gett byn Borg dess namn. Fragmenten hittades nära det gravfält där den så kallade Norralamannen påträffades i en stormannagrav från 500-talet.) Omkring denna grav har sedan mindre gravhögar uppförts ända in på 800-talet. Det är således det enda gravfält i Hälsingland där man kan belägga en kontinuitet, som sträcker sig från tiden före den omfattande kollaps av de samhälleliga strukturerna i nedre Norrland och som arkeologiskt kan beläggas ha inträffat vid slutet av folkvandringstiden på 500-talet, till efter den omfattande sekellånga nedgången. Runstenen eller runstenarna har möjligen rests av en lokal elit i syfte att manifestera en tidigare maktstruktur och därigenom befästa sin egen suveräna ställning.

## Fyndet av Hs 4
Om fyndet av Hs 4 berättade dess ägare Inga-Lisa Berglöw i Borg 5:5 följande året 2009:

Olle Larsson eller Rickard Sundin – båda var bosatta på hemmanet Borg 5:4 (»Sundins«) – skulle på 1930-talet anlägga en hage ner mot vägen. När man spettade i marken hittades runstensfragmentet i ett grindhål. Platsen var troligen där häcken nu står vid vägen, ungefär 200 meter från gravfältet. Hans Mikael Mickelsson (1893–1977), som var bonde på Borg 5:5 och ombud för riksantikvarien, tog vara på fragmentet. Riksantikvarieämbetet bedömde det först prelimärt som en del av en bautasten. Ingen ytterligare undersökning gjordes av fyndplatsen.

## Övriga fynd inom Norrala socken
I Norrala socken finns också en bevarad runsten, Hs 2, som står på Norrala kyrkogård. Eftersom ytterligare ett fragment, Hs 5, dessutom hittats nio kilometer västerut nära den medeltida kyrkan i annexförsamlingen Trönö, vars dalgång närmast är en fortsättning av Norraladalen, har det alltså funnits åtminstone tre, möjligen fyra, runstenar inom Norrala-Trönö pastorat. Som en jämförelse har annars i hela södra Hälsingland endast ett runstensfragment påträffats, nämligen Hs 1 i Bollnäs socken i landskapets sydvästra del  På Riksantikvarieämbetets Kulturmiljöbild på nätet finns fotografier av såväl 3 som 4.